# الدر اسکورولز ۶
الدر اسکورولز VI (به انگلیسی: The Elder Scrolls VI) یک بازی ویدئویی رو به انتشار به سبک نقش‌آفرینی اکشن و جهان باز است که توسط بتسدا گیم استودیوز در دست توسعه است و به‌وسیلهٔ بتزدا سافت‌ورکز منتشر خواهد شد. این بازی ششمین قسمت در مجموعه بازی‌های الدر اسکورولز و دنبالهٔ الدر اسکورولز ۵: اسکایریم (۲۰۱۱) به‌شمار می‌رود، و قرار است در تاریخی نامشخص برای پلتفرم‌های مایکروسافت ویندوز و ایکس‌باکس سری اکس/اس منتشر شود. این دومین بازی است که به دنبال استارفیلد (۲۰۲۳)، از موتور بازی داخلی استودیو، یعنی موتور کریشن ۲ بهره می‌برد.
الدر اسکورولز VI در تاریخ ۱۰ ژوئن ۲۰۱۸، و طی نمایشگاه رسانه و تجارت ای۳ ۲۰۱۸ معرفی شد.تاد هاوارد بعدها اظهار کرد از رونمایی بی‌دلیلش در ای۳ پشیمان است. بر طبق گفته‌های فیل اسپنسر، مدیر عامل اجرایی بازی‌های مایکروسافت، این بازی به‌طور انحصاری برای ویندوز و ایکس‌باکس سری اکس/اس عرضه خواهد شد.